# Франц Ксавер фон Вульфен
Франц Ксавер фон Вульфен (нім. Franz Xaver von Wulfen, 1728—1805) — австрійський ботанік, зоолог, мінералог, альпініст і священик-єзуїт. Йому приписують відкриття квіткових рослин Wulfenia carinthiaca, Saxifraga moschata та Stellaria bulbosa. У 1845 році Вільгельм Карл фон Гайдінгер назвав на його честь мінеральний молібдат свинцю вульфеніт.

## Життя та робота
Вульфен народився в Белграді. Його батько, Крістіан Фрідріх фон Вульфен, був високопоставленим лейтенантом австрійської армії шведського походження. Його мати, уроджена Маріаші, була угорською графинею. Освіту Франц здобув у гімназії Кашау в сучасних Кошицях, Словаччина. У 17 років він вступив до єзуїтської школи у Відні. Після закінчення школи він став шкільним викладачем (передусім математики та фізики) у Відні, Граці, Нойзолі, Горці, Лайбаху (Любляні) та з 1764 року в Клагенфурті. Після придушення Товариства Ісуса в 1760-х роках він залишався в Клагенфурті до своєї смерті. До 1763 року він офіційно став священиком. Вульфен помер у віці 76 років.
З двадцять другого року життя він присвятив себе ботаніці. Його основним дослідженням була високогірна та долинна флора Східних Альп. Щоб знайти зразки, Вульфен часто піднімався на Гросглокнер і був піонером у дослідженні Австрійських Альп. У 1781 році він опублікував свої дослідження в добре ілюстрованій праці «Рідкісні рослини Каринтії» (Plantae rariorum Carinthicae). З особливим успіхом він проводив дослідження лишайників, які досі вважав відділом водоростей. Він здійснив численні подорожі на південь (неодноразово до Адріатичного моря) та на північ аж до Голландії.
Вульфен також був дослідником фауни Внутрішньої Австрії та Адріатичного моря. Він займався переважно комахами, рибами та птахами.

## Праці
- Plantae rariores carinthiacae. V: Miscellanea austriaca ad botanicam, chemiam et historiam naturalem spectantia, vol. I (1778)
- Abhandlung vom Kärntner Bleispate, 1785
- Plantae rariores carinthiacae. V: Collectanea ad botanicam, chemiam et historiam naturalem, vol. I (1786) P. 186–364, vol. II (1788) P. 112–234, vol. III (1789) P. 3–166, vol. IV (1790) P. 227–348
- Descriptiones Quorumdam Capensium Insectorum, 1786
- De Plumbo Spatoso Carinthiaco, 1791
- Plantae rariores descriptae, 1803
- Cryptogama aquatica, 1803
- Flora Norica phanerogama, 1858